# Wartburg 353
La  Wartburg 353  est une automobile produite de 1966 à 1989 par l’usine est-allemande AWE. Avec la Trabant 601, c’est une des voitures les plus emblématiques de la RDA.

## Des lignes dans l’air du temps
La nouvelle Wartburg nommée 353 est présentée à la Foire de Leipzig, en septembre 1966. Elle est alors produite depuis le mois de juillet.
Sa carrosserie symétrique, tout en angles et typique des années 60, a été tracée par le styliste Hans Fleisch, déjà père de la très arrondie 311.
Dès sa sortie, la nouvelle Wartburg mise sur la sécurité, un thème peu courant à l’époque. Carrosserie à zones déformables et tableau de bord capitonné en mousse de polyuréthane sont de la partie.
La mécanique trois cylindres deux temps est reprise de la 312.
Au chapitre des qualités, on note de bonnes prestations routières, un grand coffre et une excellente visibilité. Mais la consommation reste élevée.
Une version break, la Tourist, fait son apparition à l’automne 1967 et deviendra vite très populaire.
Comme pour la 311, des versions deux portes, roadster et coupé, étaient prévues, mais la production sera bloquée par les autorités. Seuls quatre prototypes de coupé trois portes, au type 355, dessinés aussi par Hans Fleisch, furent fabriqués entre 1968 et 1973.
Le torpédo militaire (appelé Jagdwagen, « voiture de chasse » en allemand) est reconduit, mais ne sera fabriqué qu’à sept exemplaires. 
Six exemplaires d'une Kübelwagen amphibie ont été fabriqués de 1969 a 1971. 
En juillet 1967, la 353 adopte une boîte entièrement synchronisée. À partir de 1969, le moteur développe 50 ch et la voiture prend le nom de 353/1 (353S à l’exportation).

## La populaire 353W
En mars 1975, la 353W (pour Weiterentwicklung ; améliorée) remplace la 353S. Son habitacle est renforcé, des freins à disque apparaissent, les sièges et le tableau de bord sont nouveaux et le levier de vitesses quitte le volant pour le plancher. Il faut encore attendre sept ans pour voir apparaître un pick-up, à l’automne 1982, baptisé Trans et étonnamment absent lors du lancement de la voiture.Au même moment, Wartburg présente la MED, une ambulance médicalisée réalisée sur la base du break Tourist. En 1983, la calandre et le pare-chocs deviennent noirs.
Pendant ce temps, la 353 devient une institution en RDA, où seule la Trabant 601 lui fait de l’ombre. Les voitures importées (Lada, Moskvitch, Škoda et Dacia principalement) sont bien moins diffusées.
Au mois de mai 1985, la face avant est redessinée (calandre intégrée, nouveaux pare-chocs) et le système de refroidissement revu. Le 1er octobre 1986, l’usine d’Eisenach fête la sortie de sa millionième 353.
Âgée de 22 ans, la 353 est remplacée en 1988 par la Wartburg 1.3, très peu différente esthétiquement, mais qui adopte pour la première fois un moteur Volkswagen à quatre temps. Sa carrière continuera tout de même jusqu’en avril 1989, avec la sortie du 1 225 193e et dernier exemplaire. La 353 a été commercialisée au Royaume-Uni (sous le nom de Wartburg Knight), en Finlande, aux Pays-Bas, a eu un joli succès en Belgique (où près de 15 000 voitures ont été vendues !) et s’écoulera à seulement quelques unités dans les années 1980 sur le marché français.

## La 353W en sport automobile
La Wartburg participe à nombre de rallyes durant près de dix ans. 
Elle remporte notamment le Rallye Sachsenring en 1970 (RDA), et en occident le Tour de Belgique automobile en 1972 dans la catégorie 1 000 cm3. 
Elle gagne également en 1972 la première Coupe de la Paix et de l'Amitié, grâce à l'allemand de l'est Egon Culmbacher (qui la pilota entre 1968 et 1976, le destin sportif de la 353W lui étant ainsi étroitement lié). Un an plus tard Culmbacher réussit l'exploit de la mener à la seconde place du rallye de Pologne dans le cadre de la première édition du Championnat du monde des rallyes 1973, avec la victoire du Groupe 2 à la clé (copilote Werner Ernst, au côté de Culmbacher de 1970 à 1974).
Pendant la saison 1975/1976, la 353W enchaîne 27 victoires de catégorie dans des rallyes européens.

## Galerie

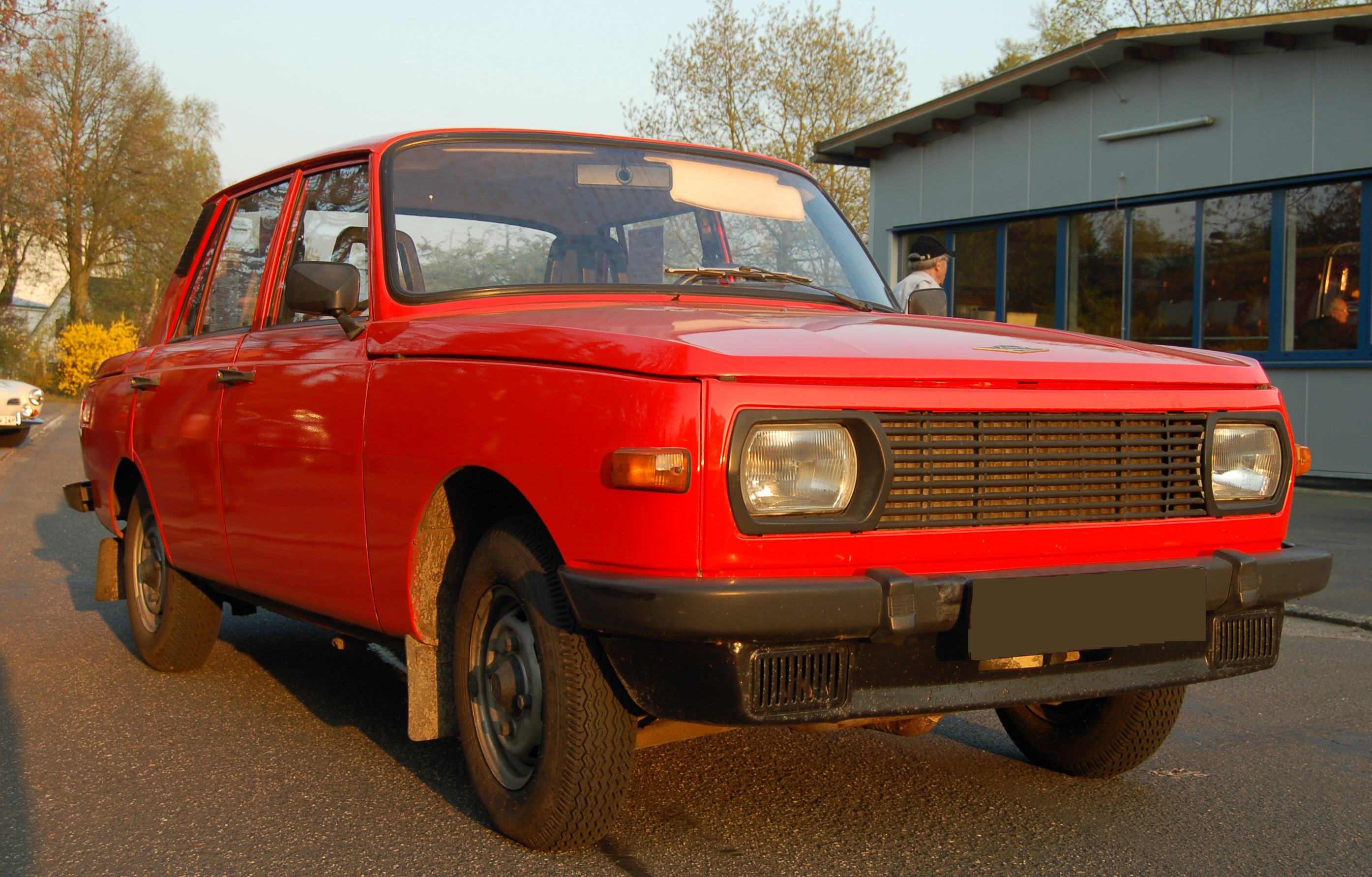
Wartburg 353W
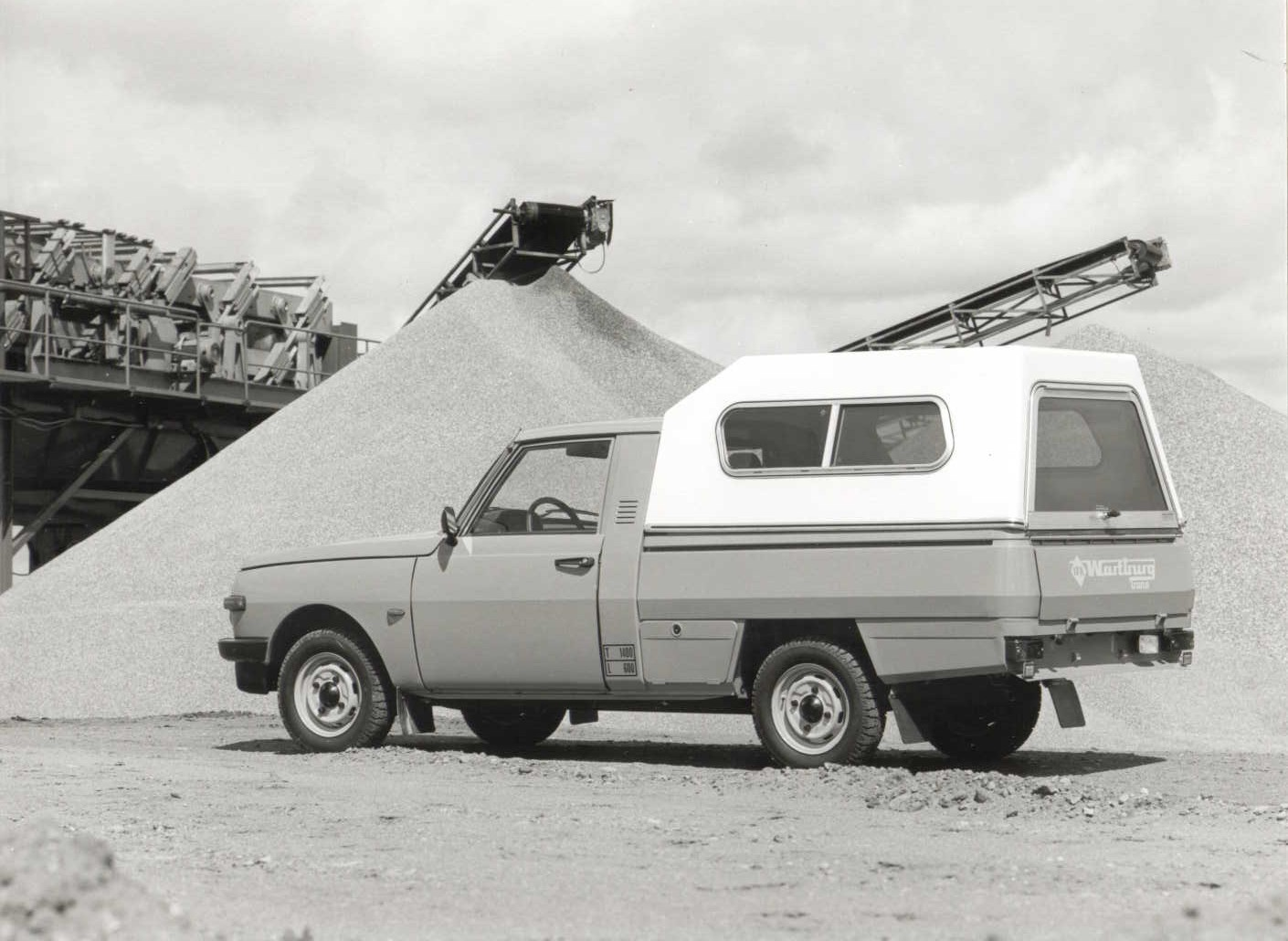
Wartburg 353W Trans
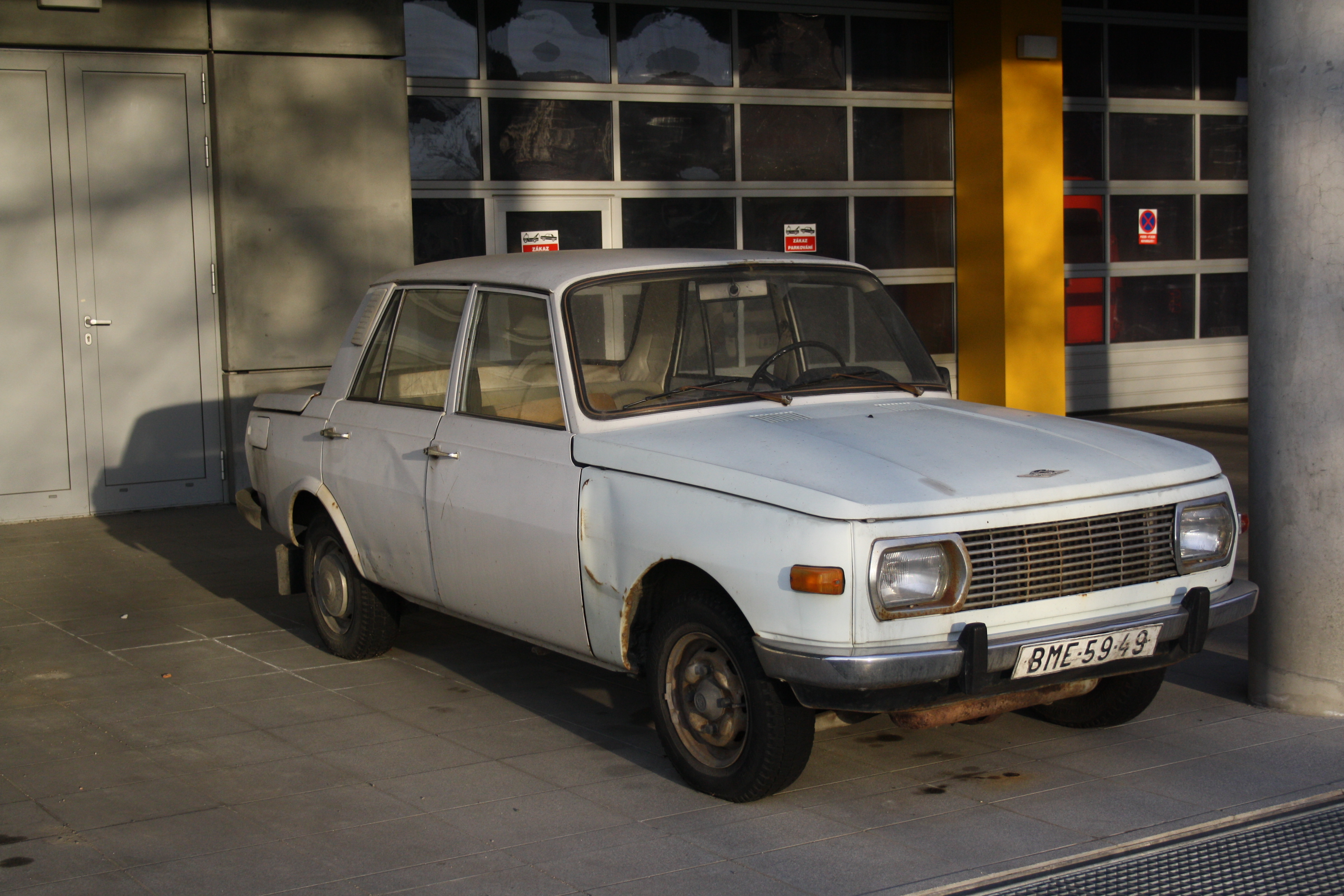
Wartburg 353
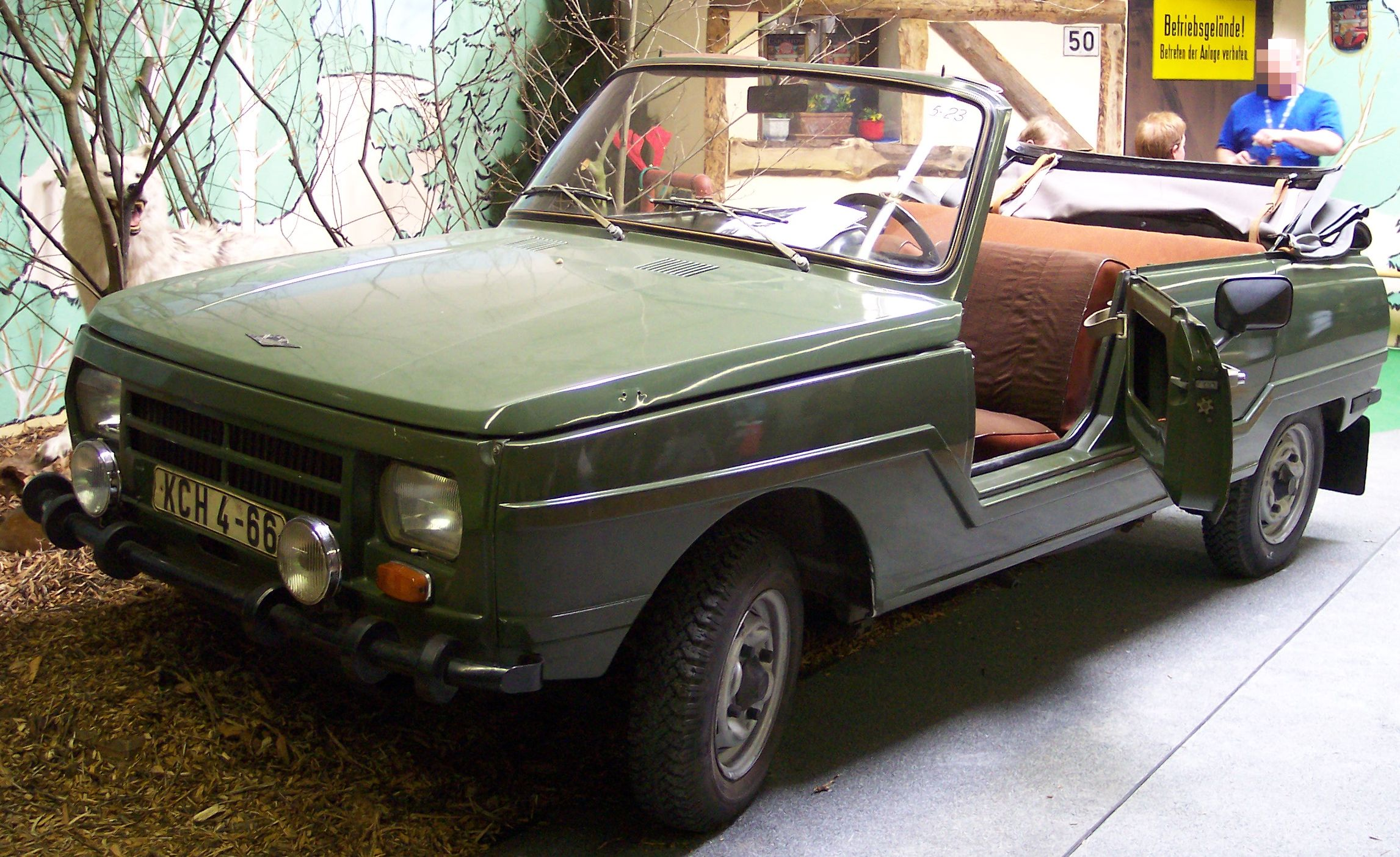
Wartburg 353 Torpédo militaire
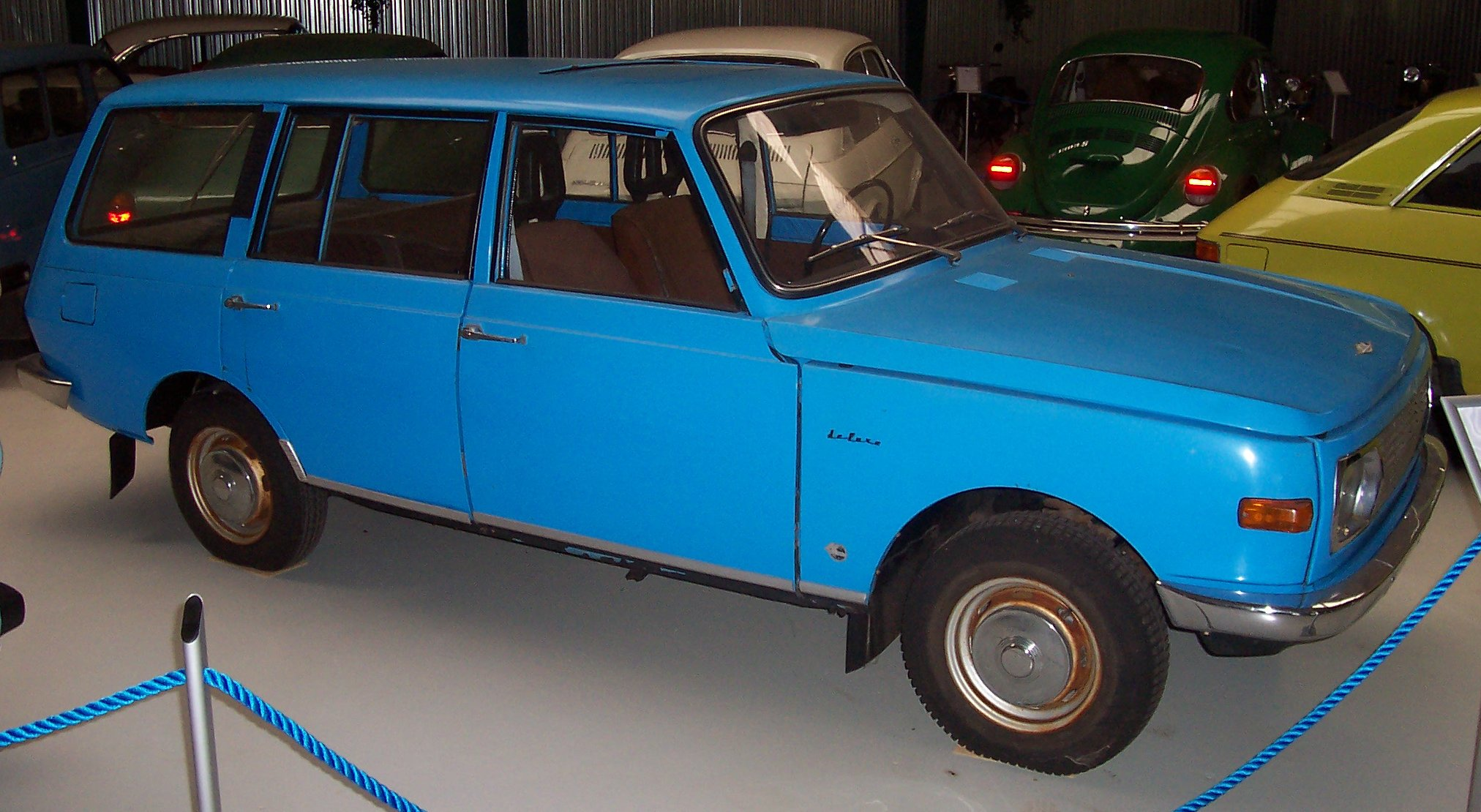
Wartburg 353 Tourist
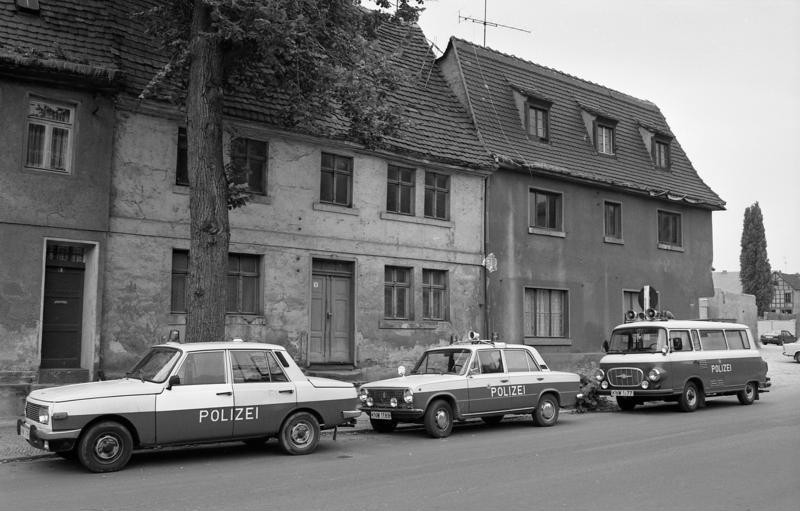
Wartburg 353, Lada 2101 et Barkas B1000 de la Polizei
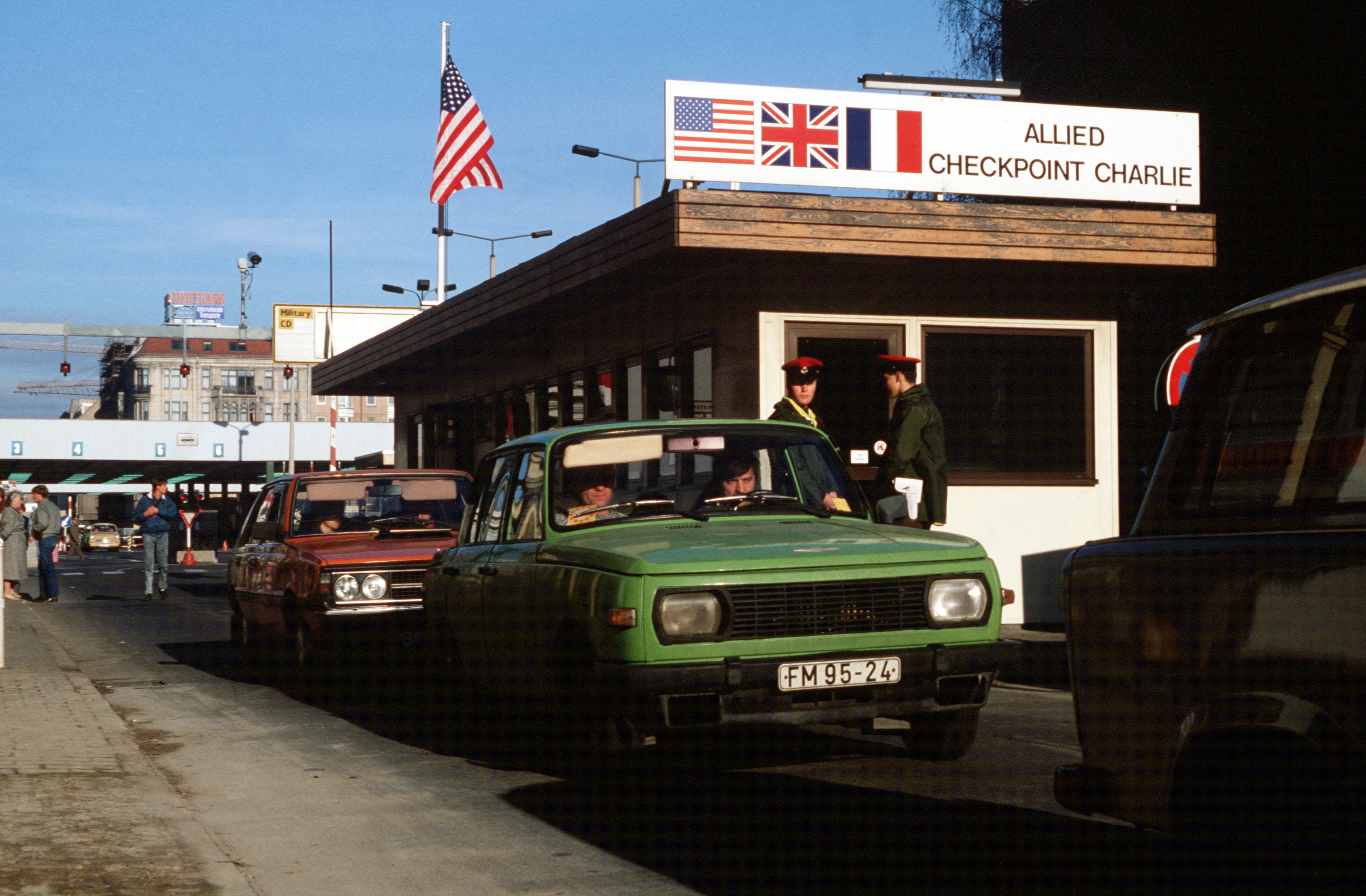
Wartburg 353W passant à Checkpoint Charlie, novembre 1989
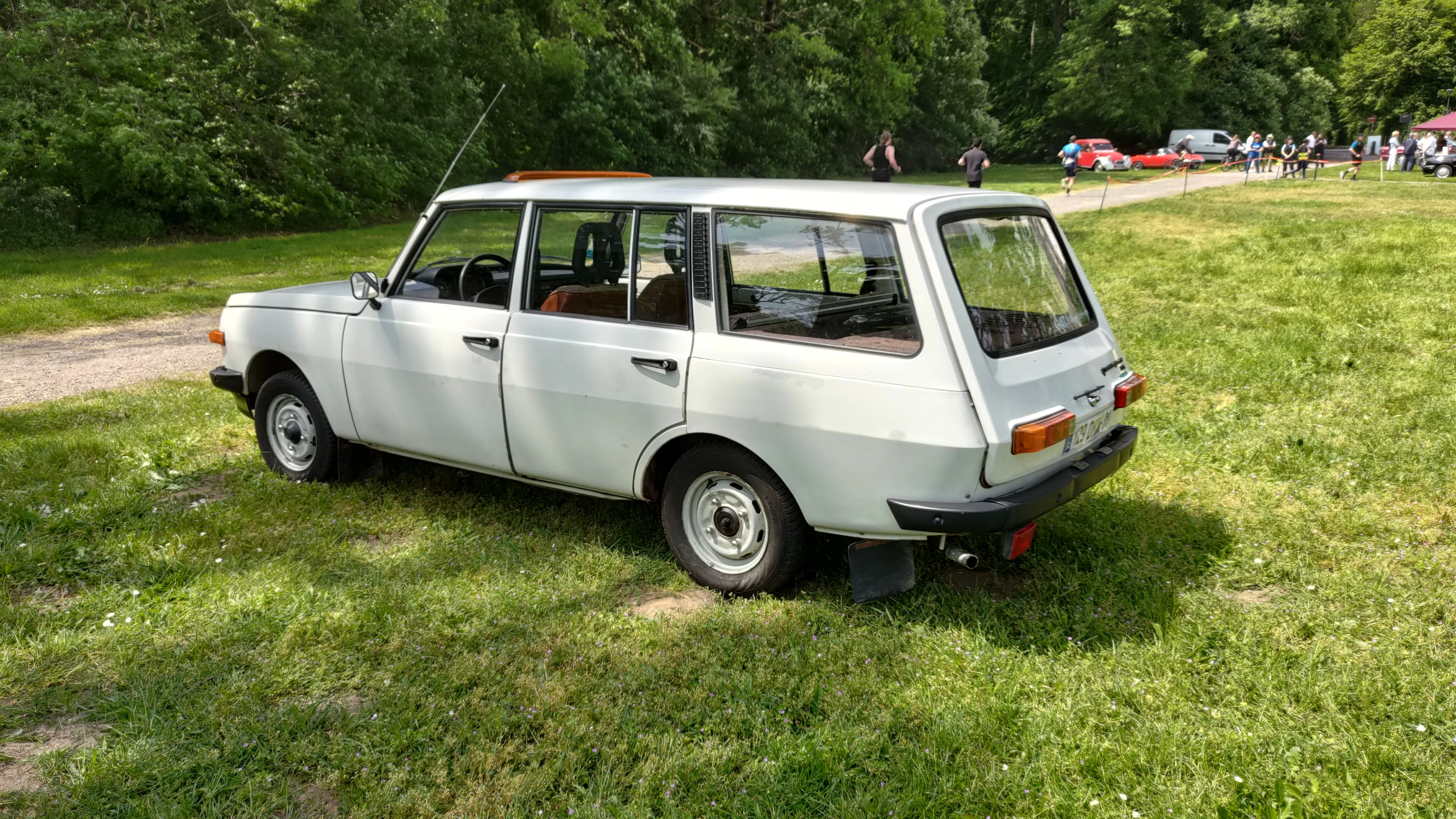
Wartburg 353 Tourist S
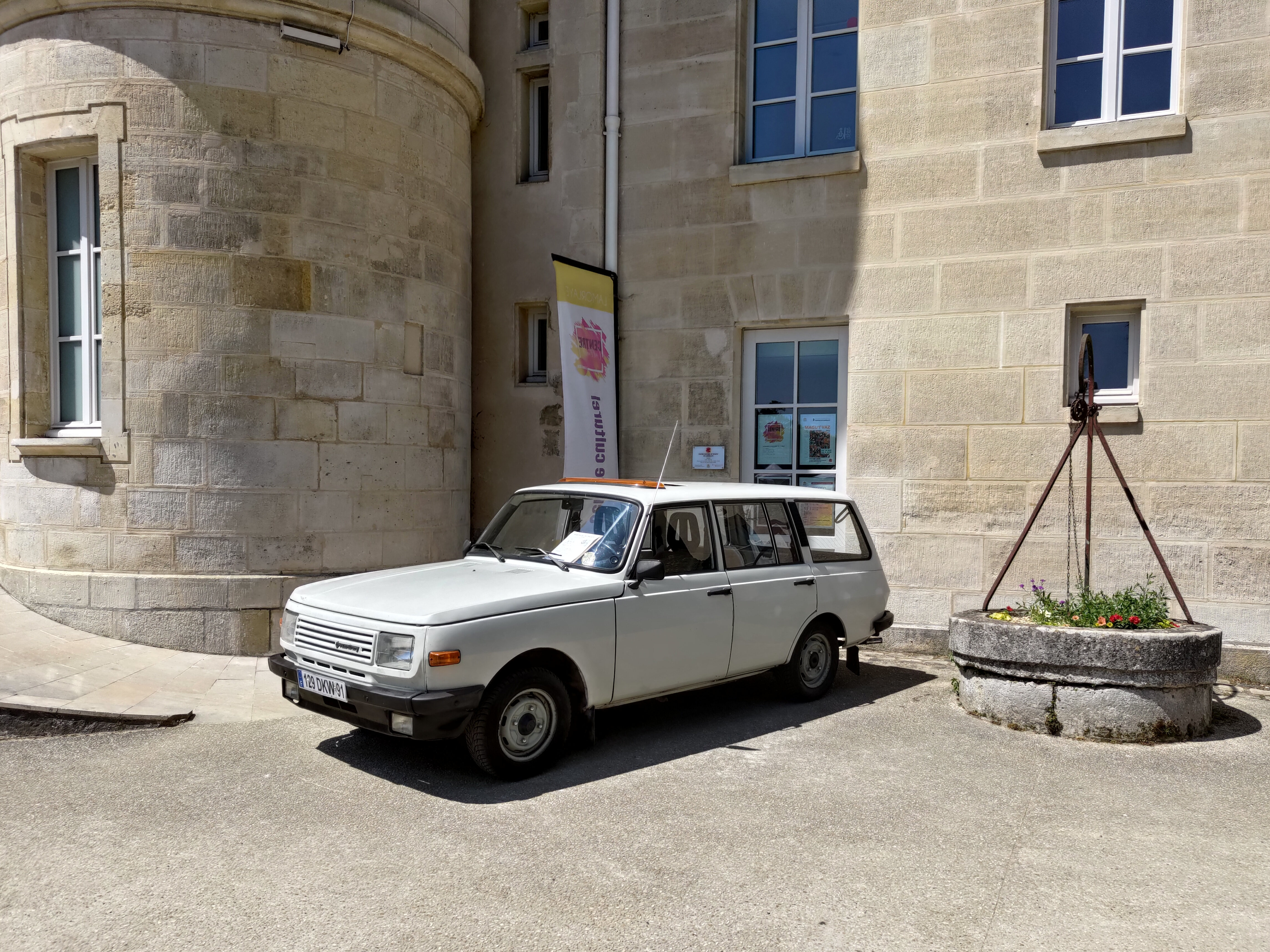
Wartburg 353 Tourist S
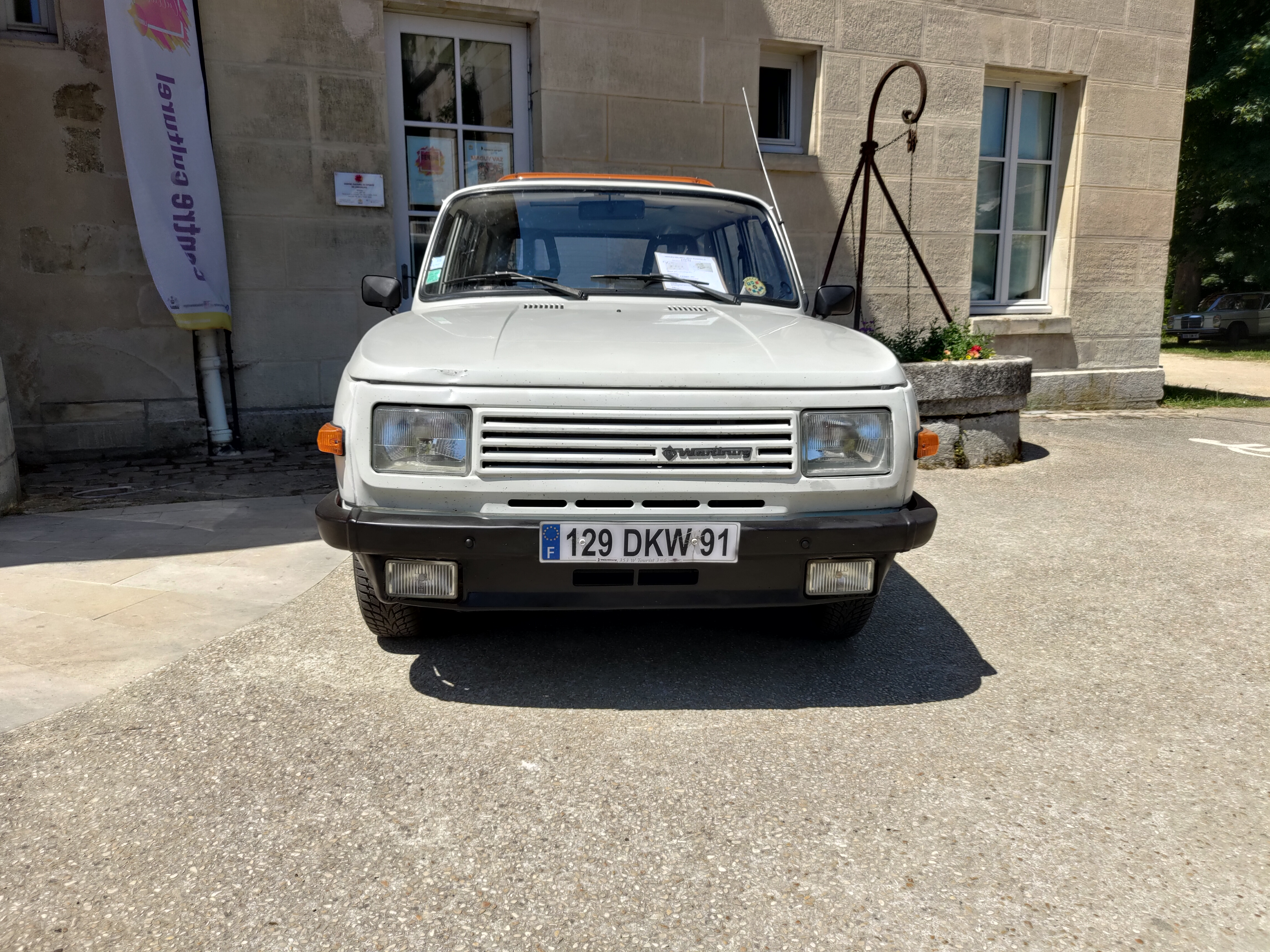
Wartburg 353 Tourist S
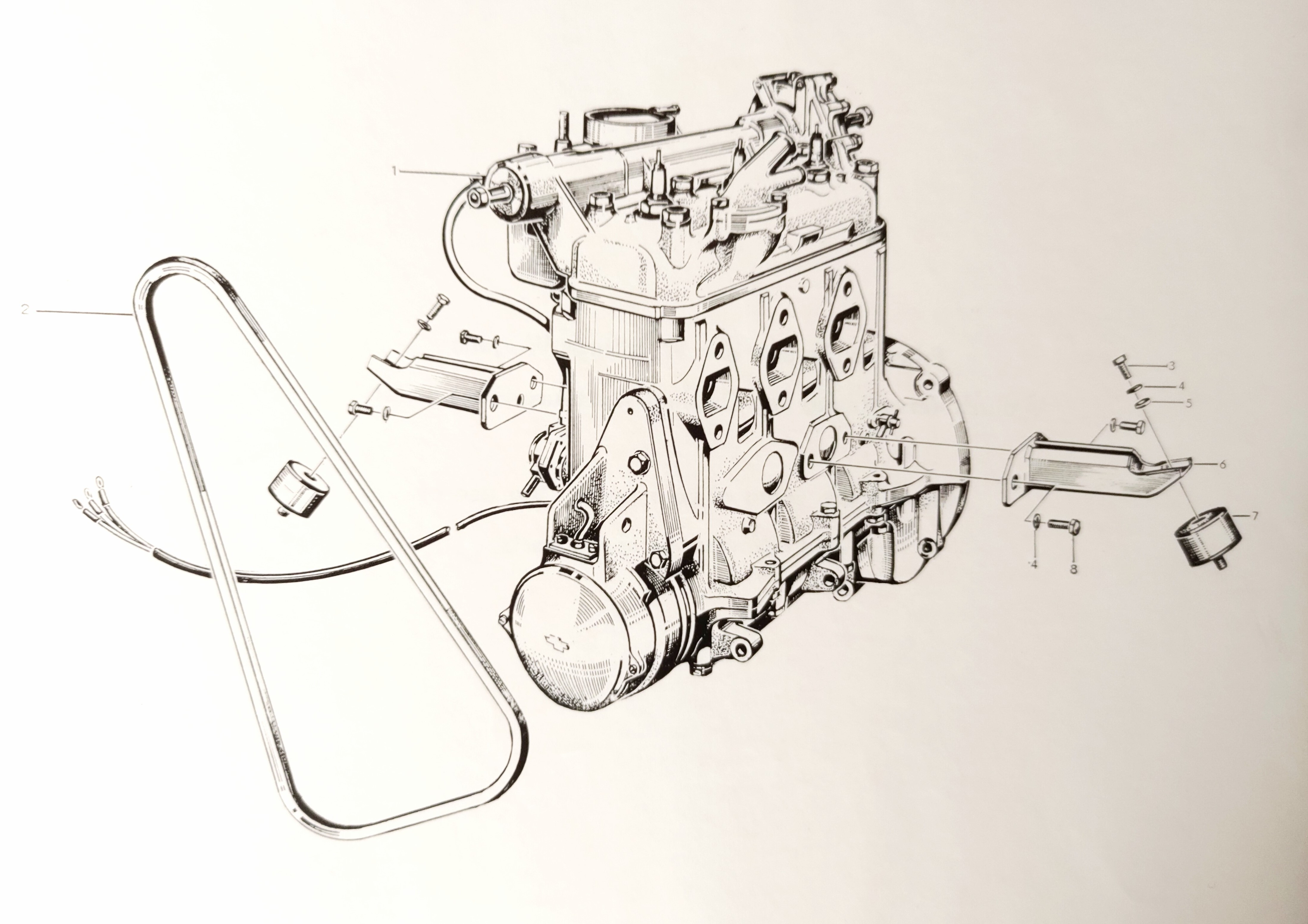
Wartburg 353 Tourist S

## Sources
- Bernard Vermeylen, Voitures des pays de l'Est, Boulogne-Billancourt, ETAI, 2008, 239 p. (ISBN 9782726888087, OCLC 470767381)